# FanMail
| Оценки критиков      | Оценки критиков |
| Источник             | Оценка          |
| -------------------- | --------------- |
| Allmusic             | [ 1 ]           |
| Entertainment Weekly | (B-)            |
| Robert Christgau     | [ 3 ]           |
| Rolling Stone        | [ 4 ]           |
| Muzik                | [ 5 ]           |
| Q                    | [ 6 ]           |
| Spin                 | (6/10)          |
| NME                  | (8/10)          |

FanMail — третий студийный альбом американской женской хип-хоп и ритм-н-блюзовой группы TLC, вышедший 23 февраля 1999 года на лейблах LaFace и Arista. Продюсерами были Бэйбифейс, Джимми Джем и Терри Льюис, Джермейн Дюпри и Даллас Остин. Диск TLC возглавил американский хит-парад Billboard 200, а также был номинирован на премию Грэмми в категории Лучший альбом.

## Об альбоме
Альбом получил положительные отзывы музыкальных критиков. Диск дебютировал на позиции № 1 в американском хит-параде Billboard 200 с тиражом 318,000 копий в первую неделю релиза.
23 февраля 2000 года альбом был выдвинут по 8 номинациям на музыкальную премию Грэмми, в том числе в категории Лучший альбом, выиграв в итоге три статуэтки: Лучший R&B альбом, Лучшее исполнение R&B дуэтом или группой с вокалом и Лучшая R&B песня.
К 2000 году альбом был сертифицирован в 6-кр. платиновом статусе RIAA.

## Список композиций
| №   | Название                               | Автор(ы) | Продюсеры                       | Длительность |
| --- | -------------------------------------- | --- | ------------------------------- | ------------ |
| 1.  | «FanMail»                              | Dallas Austin | Cyptron                         | 4:00         |
| 2.  | «The Vic-E Interpretation – Interlude» | Austin | Cyptron                         | 0:18         |
| 3.  | «Silly Ho»                             | Austin | Cyptron                         | 4:15         |
| 4.  | «Whispering Playa – Interlude»         | Austin, Marshall Lorenzo Martin | Dallas Austin                   | 0:52         |
| 5.  | «No Scrubs»                            | Kevin "Shekspere" Briggs, Kandi Burruss, Tameka Cottle, Lisa Lopes | Kevin "She'kspere" Briggs       | 3:34         |
| 6.  | «I'm Good at Being Bad»                | James Harris III, Terry Lewis, Tony Tolbert, Tionne Watkins, Lisa Lopes, Martin, Giorgio Moroder, Pete Belotte, Donna Summer, Morris Dickerson, Charles Miller, Sylvester Allen, Harold Brown, Howard Scott, Lee Oskar, Leroy Jordan | Jimmy Jam & Terry Lewis         | 5:39         |
| 7.  | «If They Knew»                         | Austin, Ricciano Lumpkins, Lopes, Martin, Watkins | Austin, Lumpkins                | 4:04         |
| 8.  | «I Miss You So Much»                   | Babyface, Daryl Simmons | Babyface, Simmons               | 4:59         |
| 9.  | «Unpretty»                             | Austin, Watkins | Austin                          | 4:39         |
| 10. | «My Life»                              | Jermaine Dupri, Tamara Savage, Lopes, Martin | Dupri (сопродюсер Carl So Lowe) | 4:01         |
| 11. | «Shout»                                | Austin, Lopes, Martin, Watkins | Austin                          | 3:59         |
| 12. | «Come On Down»                         | Diane Warren | Debra Killings, Austin          | 4:18         |
| 13. | «Dear Lie»                             | Babyface, Watkins | Babyface                        | 5:10         |
| 14. | «Communicate – Interlude»              | Austin | Austin                          | 0:51         |
| 15. | «Lovesick»                             | Austin, Rozonda Thomas | Austin                          | 3:53         |
| 16. | «Automatic»                            | Austin | Austin                          | 4:31         |
| 17. | «Don't Pull Out on Me Yet»             | Austin | Austin                          | 4:33         |

| №   | Название  | Автор(ы) | Продюсеры | Длительность |
| --- | --------- | -------- | --------- | ------------ |
| 18. | «U in Me» | Austin   | Austin    | 3:50         |

## Позиции в чартах

### Еженедельные чарты
| Чарт (1999)                         | Высшая позиция |
| ----------------------------------- | -------------- |
| Australian Albums Chart             | 15             |
| Canadian Albums Chart               | 3              |
| New Zealand Albums Chart            | 6              |
| UK Albums Chart                     | 7              |
| US Billboard 200                    | 1              |
| US Billboard Top R&B/Hip-Hop Albums | 1              |

## Сертификации
| Регион | Сертификация  | Продажи    |
| --- | ------------- | ---------- |
| Австралия (ARIA) | Платиновый    | 70 000^    |
| Бельгия (BEA) | Золотой       | 25 000*    |
| Канада (Music Canada) | 4× Платиновый | 400 000^   |
| Франция (SNEP) | Золотой       | 100 000*   |
| Германия | —             | 250,000    |
| Япония (RIAJ) | Миллионный    | 1 000 000^ |
| Нидерланды (NVPI) | Платиновый    | 100 000^   |
| Новая Зеландия (RMNZ) | Платиновый    | 15 000^    |
| Швейцария (IFPI Switzerland)                                                                                             | Платиновый    | 50 000^    |
| Великобритания (BPI) | Платиновый    | 395,877    |
| США (RIAA) | 6× Платиновый | 5,677,000  |
| Итого |               |            |
| Европа (IFPI) | Платиновый    | 1 000 000* |
| Мир | —             | 10,000,000 |
| * Данные о продажах приведены только на основе сертификации. ^ Данные о тиражах приведены только на основе сертификации. |               |            |

1. ↑  По данным Nielsen SoundScan на июнь 2017 г., в США альбом FanMail разошелся тиражом 4,8 млн экземпляров[26], при этом не учитываются альбомы, проданные через клубы, такие как BMG Music Club[27], где по состоянию на февраль 2003 года было продано 877 000 копий[28]. В совокупности в США было продано более 5 677 000 экземпляров.

## Награды
| Год         | Номинируемая работа | Категория                                          | Результат |
| ----------- | ------------------- | -------------------------------------------------- | --------- |
| Грэмми-2000 | FanMail             | Лучший альбом                                      | Номинация |
| Грэмми-2000 | FanMail             | Лучший R&B альбом                                  | Победа    |
| Грэмми-2000 | «No Scrubs»         | Запись года                                        | Номинация |
| Грэмми-2000 | «No Scrubs»         | Лучшее исполнение R&B дуэтом или группой с вокалом | Победа    |
| Грэмми-2000 | «No Scrubs»         | Лучшая R&B песня                                   | Победа    |
| Грэмми-2000 | «Unpretty»          | Песня года                                         | Номинация |
| Грэмми-2000 | «Unpretty»          | Лучшее поп-исполнение дуэтом или группой с вокалом | Номинация |
| Грэмми-2000 | «Unpretty»          | Best Video — Short Form                            | Номинация |